# Pozán de Vero
Pozán de Vero és un municipi aragonès situat a la província d'Osca i enquadrat a la comarca del Somontano de Barbastre.
La temperatura mitjana anual és de 12,9° i la precipitació anual, 550 mm.